# Фекете, Иштван
Иштван Фекете (венг. Fekete István; 25 января 1900 — 23 июня 1970) — венгерский детский писатель. Российскому читателю известен как автор повести «Терновая крепость» (1957, премия им. Йожефа Аттилы в 1960, русский перевод Н. М. Подземской опубликован в 1973 г.) и рассказов о приключениях лисёнка Вука, по которым был снят полнометражный мультфильм «Вук» (1981).
Автор детской повести «Репейка» (русский перевод 1975 г.). Действие повести происходит в степных просторах Венгрии, в её тихих провинциальных городах и селах. Герои повести — пастух Мате, подпасок Янчи, сварливая, но добрая Маришка, «сердитый» доктор, артисты бродячего цирка и еще много-много разных людей. Но главный герой повести — веселый и умный щенок Репейка, на долю которого выпали самые захватывающие приключения.
Автор повестей «История одного филина» и «Келе». Считается одним из самых читаемых венгерских прозаиков (наряду с Йокаи) — общий тираж его книг за XX век (по состоянию на 2002 год) составил 8,7 миллионов экземпляров. Переводился на десять языков в 12 странах.
Также имеет сына, названного в честь себя (Фекете Иштван младший), и который написал два продолжения к сказке Вук (не переведены).